# Eleições autárquicas portuguesas de 1989 no distrito de Viseu
| Eleições autárquicas portuguesas de 1989 Distritos: Aveiro \| Beja \| Braga \| Bragança \| Castelo Branco \| Coimbra \| Évora \| Faro \| Guarda \| Leiria \| Lisboa \| Portalegre \| Porto \| Santarém \| Setúbal \| Viana do Castelo \| Vila Real \| Viseu \| Açores \| Madeira |

## Resultados por concelho
Os resultados nos concelhos do distrito de Viseu foram os seguintes:

### Armamar
| Partido                 | Partido                        | Votos | %               | +/-  | Vereadores | +/-     |
| ----------------------- | ------------------------------ | ----- | --------------- | ---- | ---------- | ------- |
|                         | Partido Social Democrata       | 2 361 | 47,16 / 100,00  | 7,17 | 3 / 5      | Estável |
|                         | Centro Democrático Social      | 1 357 | 27,11 / 100,00  | 9,10 | 1 / 5      | 1       |
|                         | Partido Socialista             | 892   | 17,82 / 100,00  | -    | 1 / 5      | -       |
|                         | Coligação Democrática Unitária | 202   | 4,04 / 100,00   | 1,06 | 0 / 5      | Estável |
| Votos Inválidos         | Votos Inválidos                | 194   | 3,88 / 100,00   | 0,48 |            |         |
| Total                   | Total                          | 5 006 | 100,00 / 100,00 |      | 5 / 5      |         |
| Eleitorado/Participação | Eleitorado/Participação        | 7 064 | 70,87 / 100,00  | 5,52 |            |         |

### Carregal do Sal
| Partido                 | Partido                        | Votos | %               | +/-   | Vereadores | +/-     |
| ----------------------- | ------------------------------ | ----- | --------------- | ----- | ---------- | ------- |
|                         | Centro Democrático Social      | 2 131 | 35,46 / 100,00  | 11,39 | 2 / 5      | 1       |
|                         | Partido Socialista             | 2 056 | 34,22 / 100,00  | 22,10 | 2 / 5      | 2       |
|                         | Partido Social Democrata       | 1 548 | 25,76 / 100,00  | 28,74 | 1 / 5      | 3       |
|                         | Coligação Democrática Unitária | 98    | 1,63 / 100,00   | 3,66  | 0 / 5      | Estável |
| Votos Inválidos         | Votos Inválidos                | 176   | 2,93 / 100,00   | 1,09  |            |         |
| Total                   | Total                          | 6 009 | 100,00 / 100,00 |       | 5 / 5      |         |
| Eleitorado/Participação | Eleitorado/Participação        | 9 239 | 65,04 / 100,00  | 14,71 |            |         |

### Castro Daire
| Partido                 | Partido                        | Votos  | %               | +/-   | Vereadores | +/-     |
| ----------------------- | ------------------------------ | ------ | --------------- | ----- | ---------- | ------- |
|                         | Partido Social Democrata       | 4 943  | 49,62 / 100,00  | 7,37  | 4 / 7      | 1       |
|                         | Partido Socialista             | 2 594  | 26,04 / 100,00  | 10,99 | 2 / 7      | 1       |
|                         | Centro Democrático Social      | 1 323  | 13,28 / 100,00  | 2,50  | 1 / 7      | Estável |
|                         | Partido Renovador Democrático  | 391    | 3,93 / 100,00   | 1,86  | 0 / 7      | Estável |
|                         | Coligação Democrática Unitária | 222    | 2,23 / 100,00   | 2,44  | 0 / 7      | Estável |
| Votos Inválidos         | Votos Inválidos                | 488    | 4,90 / 100,00   | 0,17  |            |         |
| Total                   | Total                          | 9 961  | 100,00 / 100,00 |       | 7 / 7      |         |
| Eleitorado/Participação | Eleitorado/Participação        | 15 935 | 62,51 / 100,00  | 0,87  |            |         |

### Cinfães
| Partido                 | Partido                        | Votos  | %               | +/-   | Vereadores | +/-     |
| ----------------------- | ------------------------------ | ------ | --------------- | ----- | ---------- | ------- |
|                         | Partido Social Democrata       | 6 452  | 52,63 / 100,00  | 16,71 | 4 / 7      | 1       |
|                         | Partido Socialista             | 3 833  | 31,26 / 100,00  | 9,35  | 2 / 7      | 1       |
|                         | Centro Democrático Social      | 1 334  | 10,88 / 100,00  | 6,07  | 1 / 7      | Estável |
|                         | Coligação Democrática Unitária | 145    | 1,18 / 100,00   | 1,82  | 0 / 7      | Estável |
| Votos Inválidos         | Votos Inválidos                | 496    | 4,04 / 100,00   | 0,53  |            |         |
| Total                   | Total                          | 12 260 | 100,00 / 100,00 |       | 7 / 7      |         |
| Eleitorado/Participação | Eleitorado/Participação        | 20 101 | 60,99 / 100,00  | 0,70  |            |         |

### Lamego
| Partido                 | Partido                        | Votos  | %               | +/-   | Vereadores | +/-     |
| ----------------------- | ------------------------------ | ------ | --------------- | ----- | ---------- | ------- |
|                         | Partido Socialista             | 5 017  | 28,65 / 100,00  | 11,49 | 2 / 7      | 1       |
|                         | Centro Democrático Social      | 4 983  | 28,46 / 100,00  | 9,23  | 2 / 7      | 1       |
|                         | Partido Social Democrata       | 4 509  | 25,75 / 100,00  | 1,12  | 2 / 7      | Estável |
|                         | Partido da Democracia Cristã   | 1 805  | 10,31 / 100,00  | -     | 1 / 7      | -       |
|                         | Coligação Democrática Unitária | 562    | 3,21 / 100,00   | 1,19  | 0 / 7      | Estável |
| Votos Inválidos         | Votos Inválidos                | 634    | 3,63 / 100,00   | 0,40  |            |         |
| Total                   | Total                          | 17 510 | 100,00 / 100,00 |       | 7 / 7      |         |
| Eleitorado/Participação | Eleitorado/Participação        | 25 142 | 69,64 / 100,00  | 2,81  |            |         |

### Mangualde
| Partido                 | Partido                        | Votos  | %               | +/-  | Vereadores | +/-     |
| ----------------------- | ------------------------------ | ------ | --------------- | ---- | ---------- | ------- |
|                         | Partido Socialista             | 6 258  | 54,77 / 100,00  | 3,77 | 4 / 7      | Estável |
|                         | Partido Social Democrata       | 4 010  | 35,10 / 100,00  | 7,97 | 3 / 7      | Estável |
|                         | Centro Democrático Social      | 613    | 5,37 / 100,00   | -    | 0 / 7      | -       |
|                         | Coligação Democrática Unitária | 171    | 1,50 / 100,00   | 1,76 | 0 / 7      | Estável |
| Votos Inválidos         | Votos Inválidos                | 373    | 3,26 / 100,00   | 0,59 |            |         |
| Total                   | Total                          | 11 425 | 100,00 / 100,00 |      | 7 / 7      |         |
| Eleitorado/Participação | Eleitorado/Participação        | 17 921 | 63,75 / 100,00  | 6,62 |            |         |

### Moimenta da Beira
| Partido                 | Partido                        | Votos  | %               | +/-  | Vereadores | +/-     |
| ----------------------- | ------------------------------ | ------ | --------------- | ---- | ---------- | ------- |
|                         | Centro Democrático Social      | 3 645  | 50,11 / 100,00  | 1,00 | 4 / 7      | 1       |
|                         | Partido Social Democrata       | 2 352  | 32,33 / 100,00  | 2,48 | 3 / 7      | 1       |
|                         | Coligação Democrática Unitária | 664    | 9,13 / 100,00   | 5,61 | 0 / 7      | Estável |
|                         | Partido Socialista             | 313    | 4,30 / 100,00   | 3,93 | 0 / 7      | Estável |
| Votos Inválidos         | Votos Inválidos                | 300    | 4,12 / 100,00   | 0,22 |            |         |
| Total                   | Total                          | 7 274  | 100,00 / 100,00 |      | 7 / 7      | 2       |
| Eleitorado/Participação | Eleitorado/Participação        | 10 369 | 70,15 / 100,00  | 0,44 |            |         |

### Mortágua
| Partido                 | Partido                        | Votos | %               | +/-   | Vereadores | +/-     |
| ----------------------- | ------------------------------ | ----- | --------------- | ----- | ---------- | ------- |
|                         | Partido Socialista             | 2 787 | 51,71 / 100,00  | 18,28 | 3 / 5      | 1       |
|                         | Partido Social Democrata       | 2 135 | 39,61 / 100,00  | 17,04 | 2 / 5      | 1       |
|                         | Centro Democrático Social      | 225   | 4,17 / 100,00   | 0,81  | 0 / 5      | Estável |
|                         | Coligação Democrática Unitária | 58    | 1,08 / 100,00   | 2,46  | 0 / 5      | Estável |
| Votos Inválidos         | Votos Inválidos                | 185   | 3,43 / 100,00   | 0,42  |            |         |
| Total                   | Total                          | 5 390 | 100,00 / 100,00 |       | 5 / 5      |         |
| Eleitorado/Participação | Eleitorado/Participação        | 9 369 | 57,53 / 100,00  | 0,72  |            |         |

### Nelas
| Partido                 | Partido                        | Votos  | %               | +/-   | Vereadores | +/-     |
| ----------------------- | ------------------------------ | ------ | --------------- | ----- | ---------- | ------- |
|                         | Partido Socialista             | 4 474  | 54,73 / 100,00  | 25,62 | 4 / 7      | 2       |
|                         | Partido Social Democrata       | 2 966  | 36,28 / 100,00  | 0,41  | 3 / 7      | Estável |
|                         | Coligação Democrática Unitária | 224    | 2,74 / 100,00   | 2,45  | 0 / 7      | Estável |
|                         | Centro Democrático Social      | 187    | 2,29 / 100,00   | 20,63 | 0 / 7      | 2       |
| Votos Inválidos         | Votos Inválidos                | 324    | 3,96 / 100,00   | 0,80  |            |         |
| Total                   | Total                          | 8 175  | 100,00 / 100,00 |       | 7 / 7      |         |
| Eleitorado/Participação | Eleitorado/Participação        | 12 321 | 66,35 / 100,00  | 2,20  |            |         |

### Oliveira de Frades
| Partido                 | Partido                        | Votos | %               | +/-  | Vereadores | +/-     |
| ----------------------- | ------------------------------ | ----- | --------------- | ---- | ---------- | ------- |
|                         | Partido Social Democrata       | 2 941 | 45,38 / 100,00  | 1,35 | 2 / 5      | 1       |
|                         | Centro Democrático Social      | 2 125 | 32,79 / 100,00  | 3,68 | 2 / 5      | Estável |
|                         | Partido Socialista             | 1 123 | 17,33 / 100,00  | 2,77 | 1 / 5      | 1       |
|                         | Coligação Democrática Unitária | 131   | 2,02 / 100,00   | 0,62 | 0 / 5      | Estável |
| Votos Inválidos         | Votos Inválidos                | 161   | 2,49 / 100,00   | 0,20 |            |         |
| Total                   | Total                          | 6 481 | 100,00 / 100,00 |      | 5 / 5      |         |
| Eleitorado/Participação | Eleitorado/Participação        | 8 405 | 77,11 / 100,00  | 2,01 |            |         |

### Penalva do Castelo
| Partido                 | Partido                        | Votos | %               | +/-  | Vereadores | +/-     |
| ----------------------- | ------------------------------ | ----- | --------------- | ---- | ---------- | ------- |
|                         | Partido Social Democrata       | 2 230 | 38,84 / 100,00  | 4,57 | 2 / 5      | Estável |
|                         | Centro Democrático Social      | 1 755 | 30,56 / 100,00  | 4,11 | 2 / 5      | Estável |
|                         | Partido Socialista             | 1 478 | 25,74 / 100,00  | 8,43 | 1 / 5      | Estável |
|                         | Coligação Democrática Unitária | 42    | 0,73 / 100,00   | 0,27 | 0 / 5      | Estável |
| Votos Inválidos         | Votos Inválidos                | 237   | 4,13 / 100,00   | 0,51 |            |         |
| Total                   | Total                          | 5 742 | 100,00 / 100,00 |      | 5 / 5      |         |
| Eleitorado/Participação | Eleitorado/Participação        | 8 666 | 66,26 / 100,00  | 1,48 |            |         |

### Penedono
| Partido                 | Partido                        | Votos | %               | +/-   | Vereadores | +/-     |
| ----------------------- | ------------------------------ | ----- | --------------- | ----- | ---------- | ------- |
|                         | Partido Social Democrata       | 1 387 | 60,07 / 100,00  | 17,88 | 4 / 5      | 1       |
|                         | Partido Socialista             | 536   | 23,21 / 100,00  | 4,48  | 1 / 5      | Estável |
|                         | Centro Democrático Social      | 195   | 8,45 / 100,00   | 10,23 | 0 / 5      | 1       |
|                         | Coligação Democrática Unitária | 66    | 2,86 / 100,00   | 2,96  | 0 / 5      | Estável |
| Votos Inválidos         | Votos Inválidos                | 125   | 5,42 / 100,00   | 0,21  |            |         |
| Total                   | Total                          | 2 309 | 100,00 / 100,00 |       | 5 / 5      |         |
| Eleitorado/Participação | Eleitorado/Participação        | 3 362 | 68,68 / 100,00  | 2,56  |            |         |

### Resende
| Partido                 | Partido                        | Votos  | %               | +/-   | Vereadores | +/-     |
| ----------------------- | ------------------------------ | ------ | --------------- | ----- | ---------- | ------- |
|                         | Partido Social Democrata       | 4 783  | 69,17 / 100,00  | 5,21  | 6 / 7      | Estável |
|                         | Partido Socialista             | 1 181  | 17,08 / 100,00  | 6,46  | 1 / 7      | 1       |
|                         | Centro Democrático Social      | 538    | 7,78 / 100,00   | 11,42 | 0 / 7      | 1       |
|                         | Coligação Democrática Unitária | 120    | 1,74 / 100,00   | 0,36  | 0 / 7      | Estável |
| Votos Inválidos         | Votos Inválidos                | 293    | 4,24 / 100,00   | 0,12  |            |         |
| Total                   | Total                          | 6 915  | 100,00 / 100,00 |       | 7 / 7      |         |
| Eleitorado/Participação | Eleitorado/Participação        | 11 495 | 60,16 / 100,00  | 4,48  |            |         |

### Santa Comba Dão
| Partido                 | Partido                        | Votos  | %               | +/-   | Vereadores | +/-     |
| ----------------------- | ------------------------------ | ------ | --------------- | ----- | ---------- | ------- |
|                         | Partido Socialista             | 2 442  | 33,47 / 100,00  | 9,90  | 3 / 7      | Estável |
|                         | Partido Social Democrata       | 2 333  | 31,98 / 100,00  | 18,95 | 2 / 7      | 2       |
|                         | Centro Democrático Social      | 2 098  | 28,76 / 100,00  | -     | 2 / 7      | -       |
|                         | Coligação Democrática Unitária | 119    | 1,63 / 100,00   | 0,19  | 0 / 7      | Estável |
| Votos Inválidos         | Votos Inválidos                | 303    | 4,15 / 100,00   | 0,27  |            |         |
| Total                   | Total                          | 7 295  | 100,00 / 100,00 |       | 7 / 7      |         |
| Eleitorado/Participação | Eleitorado/Participação        | 10 920 | 66,80 / 100,00  | 2,93  |            |         |

### São João da Pesqueira
| Partido                 | Partido                        | Votos | %               | +/-   | Vereadores | +/-     |
| ----------------------- | ------------------------------ | ----- | --------------- | ----- | ---------- | ------- |
|                         | Partido Social Democrata       | 2 016 | 39,41 / 100,00  | 20,68 | 3 / 5      | 1       |
|                         | Centro Democrático Social      | 1 341 | 26,21 / 100,00  | -     | 1 / 5      | -       |
|                         | Partido Socialista             | 1 312 | 25,65 / 100,00  | 3,13  | 1 / 5      | Estável |
|                         | Coligação Democrática Unitária | 126   | 2,46 / 100,00   | 2,41  | 0 / 5      | Estável |
| Votos Inválidos         | Votos Inválidos                | 321   | 6,57 / 100,00   | 0,32  |            |         |
| Total                   | Total                          | 5 116 | 100,00 / 100,00 |       | 5 / 5      |         |
| Eleitorado/Participação | Eleitorado/Participação        | 7 744 | 66,06 / 100,00  | 6,27  |            |         |

### São Pedro do Sul
| Partido                 | Partido                        | Votos  | %               | +/-   | Vereadores | +/-     |
| ----------------------- | ------------------------------ | ------ | --------------- | ----- | ---------- | ------- |
|                         | Partido Socialista             | 5 104  | 46,09 / 100,00  | 22,05 | 4 / 7      | 2       |
|                         | Partido Social Democrata       | 4 349  | 39,27 / 100,00  | 7,57  | 3 / 7      | Estável |
|                         | Centro Democrático Social      | 783    | 7,07 / 100,00   | 5,67  | 0 / 7      | 1       |
|                         | Coligação Democrática Unitária | 391    | 3,53 / 100,00   | 9,23  | 0 / 7      | 1       |
| Votos Inválidos         | Votos Inválidos                | 447    | 4,03 / 100,00   | 0,39  |            |         |
| Total                   | Total                          | 11 074 | 100,00 / 100,00 |       | 7 / 7      |         |
| Eleitorado/Participação | Eleitorado/Participação        | 17 414 | 63,59 / 100,00  | 0,34  |            |         |

### Sátão
| Partido                 | Partido                        | Votos  | %               | +/-  | Vereadores | +/-     |
| ----------------------- | ------------------------------ | ------ | --------------- | ---- | ---------- | ------- |
|                         | Centro Democrático Social      | 3 889  | 50,64 / 100,00  | 5,27 | 4 / 7      | 1       |
|                         | Partido Social Democrata       | 2 693  | 35,07 / 100,00  | 2,92 | 3 / 7      | 1       |
|                         | Partido Socialista             | 788    | 10,26 / 100,00  | 1,95 | 0 / 7      | Estável |
|                         | Coligação Democrática Unitária | 41     | 0,53 / 100,00   | 0,24 | 0 / 7      | Estável |
| Votos Inválidos         | Votos Inválidos                | 269    | 3,51 / 100,00   | 0,65 |            |         |
| Total                   | Total                          | 7 680  | 100,00 / 100,00 |      | 7 / 7      |         |
| Eleitorado/Participação | Eleitorado/Participação        | 11 451 | 67,07 / 100,00  | 1,98 |            |         |

### Sernancelhe
| Partido                 | Partido                        | Votos | %               | +/-   | Vereadores | +/-     |
| ----------------------- | ------------------------------ | ----- | --------------- | ----- | ---------- | ------- |
|                         | Partido Social Democrata       | 2 386 | 51,16 / 100,00  | 17,03 | 3 / 5      | 1       |
|                         | Centro Democrático Social      | 1 902 | 40,78 / 100,00  | 15,80 | 2 / 5      | 1       |
|                         | Partido Socialista             | 207   | 4,44 / 100,00   | 0,53  | 0 / 5      | Estável |
|                         | Coligação Democrática Unitária | 24    | 0,51 / 100,00   | 0,61  | 0 / 5      | Estável |
| Votos Inválidos         | Votos Inválidos                | 145   | 3,10 / 100,00   | 1,16  |            |         |
| Total                   | Total                          | 4 664 | 100,00 / 100,00 |       | 5 / 5      |         |
| Eleitorado/Participação | Eleitorado/Participação        | 6 084 | 76,66 / 100,00  | 3,17  |            |         |

### Tabuaço
| Partido                 | Partido                        | Votos | %               | +/-  | Vereadores | +/-     |
| ----------------------- | ------------------------------ | ----- | --------------- | ---- | ---------- | ------- |
|                         | Partido Social Democrata       | 2 352 | 46,64 / 100,00  | 0,27 | 3 / 5      | 1       |
|                         | Centro Democrático Social      | 2 144 | 42,51 / 100,00  | 6,74 | 2 / 5      | 1       |
|                         | Partido Socialista             | 377   | 7,48 / 100,00   | -    | 0 / 5      | -       |
|                         | Coligação Democrática Unitária | 18    | 0,36 / 100,00   | 0,24 | 0 / 5      | Estável |
| Votos Inválidos         | Votos Inválidos                | 152   | 3,01 / 100,00   | 0,77 |            |         |
| Total                   | Total                          | 5 043 | 100,00 / 100,00 |      | 5 / 5      |         |
| Eleitorado/Participação | Eleitorado/Participação        | 6 519 | 77,36 / 100,00  | 1,80 |            |         |

### Tarouca
| Partido                 | Partido                        | Votos | %               | +/-  | Vereadores | +/-     |
| ----------------------- | ------------------------------ | ----- | --------------- | ---- | ---------- | ------- |
|                         | Partido Social Democrata       | 1 889 | 43,51 / 100,00  | 1,43 | 3 / 5      | Estável |
|                         | Coligação Democrática Unitária | 1 596 | 36,76 / 100,00  | 3,16 | 2 / 5      | Estável |
|                         | Centro Democrático Social      | 535   | 12,32 / 100,00  | 1,04 | 0 / 5      | Estável |
|                         | Partido Socialista             | 117   | 2,69 / 100,00   | 6,44 | 0 / 5      | Estável |
| Votos Inválidos         | Votos Inválidos                | 205   | 4,72 / 100,00   | 0,80 |            |         |
| Total                   | Total                          | 4 342 | 100,00 / 100,00 |      | 5 / 5      |         |
| Eleitorado/Participação | Eleitorado/Participação        | 6 676 | 65,04 / 100,00  | 0,80 |            |         |

### Tondela
| Partido                 | Partido                        | Votos  | %               | +/-  | Vereadores | +/-     |
| ----------------------- | ------------------------------ | ------ | --------------- | ---- | ---------- | ------- |
|                         | Partido Social Democrata       | 8 999  | 47,75 / 100,00  | 1,81 | 4 / 7      | Estável |
|                         | Centro Democrático Social      | 4 612  | 24,47 / 100,00  | 3,58 | 2 / 7      | Estável |
|                         | Partido Socialista             | 3 759  | 19,95 / 100,00  | 0,53 | 1 / 7      | Estável |
|                         | Coligação Democrática Unitária | 597    | 3,17 / 100,00   | 0,77 | 0 / 7      | Estável |
| Votos Inválidos         | Votos Inválidos                | 879    | 4,66 / 100,00   | 0,48 |            |         |
| Total                   | Total                          | 18 846 | 100,00 / 100,00 |      | 7 / 7      |         |
| Eleitorado/Participação | Eleitorado/Participação        | 29 064 | 64,84 / 100,00  | 1,68 |            |         |

### Vila Nova de Paiva
| Partido                 | Partido                        | Votos | %               | +/-   | Vereadores | +/-     |
| ----------------------- | ------------------------------ | ----- | --------------- | ----- | ---------- | ------- |
|                         | Partido Social Democrata       | 1 755 | 45,29 / 100,00  | 11,28 | 3 / 5      | 1       |
|                         | Centro Democrático Social      | 1 590 | 41,03 / 100,00  | 5,50  | 2 / 5      | 1       |
|                         | Partido Socialista             | 374   | 9,65 / 100,00   | 4,44  | 0 / 5      | Estável |
|                         | Coligação Democrática Unitária | 30    | 0,77 / 100,00   | 0,96  | 0 / 5      | Estável |
| Votos Inválidos         | Votos Inválidos                | 126   | 3,25 / 100,00   | 0,38  |            |         |
| Total                   | Total                          | 3 875 | 100,00 / 100,00 |       | 5 / 5      |         |
| Eleitorado/Participação | Eleitorado/Participação        | 5 434 | 71,31 / 100,00  | 1,27  |            |         |

### Viseu
| Partido                 | Partido                        | Votos  | %               | +/-  | Vereadores | +/-     |
| ----------------------- | ------------------------------ | ------ | --------------- | ---- | ---------- | ------- |
|                         | Partido Social Democrata       | 16 280 | 38,42 / 100,00  | 2,49 | 4 / 9      | Estável |
|                         | Centro Democrático Social      | 14 453 | 34,11 / 100,00  | 3,92 | 3 / 9      | 1       |
|                         | Partido Socialista             | 9 265  | 21,87 / 100,00  | 6,93 | 2 / 9      | 1       |
|                         | Coligação Democrática Unitária | 610    | 1,44 / 100,00   | 1,44 | 0 / 9      | Estável |
|                         | União Democrática Popular      | 203    | 0,48 / 100,00   | 0,12 | 0 / 9      | Estável |
|                         | Partido Popular Monárquico     | 197    | 0,46 / 100,00   | -    | 0 / 9      | -       |
| Votos Inválidos         | Votos Inválidos                | 1 364  | 3,22 / 100,00   | 0,45 |            |         |
| Total                   | Total                          | 42 372 | 100,00 / 100,00 |      | 9 / 9      |         |
| Eleitorado/Participação | Eleitorado/Participação        | 69 731 | 60,76 / 100,00  | 4,10 |            |         |

### Vouzela
| Partido                 | Partido                        | Votos  | %               | +/-  | Vereadores | +/-     |
| ----------------------- | ------------------------------ | ------ | --------------- | ---- | ---------- | ------- |
|                         | Partido Socialista             | 3 138  | 42,98 / 100,00  | 6,23 | 3 / 7      | Estável |
|                         | Partido Social Democrata       | 2 728  | 37,36 / 100,00  | 6,46 | 3 / 7      | Estável |
|                         | Centro Democrático Social      | 938    | 12,85 / 100,00  | 0,94 | 1 / 7      | Estável |
|                         | Coligação Democrática Unitária | 243    | 3,33 / 100,00   | 0,69 | 0 / 7      | Estável |
| Votos Inválidos         | Votos Inválidos                | 254    | 3,48 / 100,00   | 0,03 |            |         |
| Total                   | Total                          | 7 301  | 100,00 / 100,00 |      | 7 / 7      |         |
| Eleitorado/Participação | Eleitorado/Participação        | 10 693 | 68,28 / 100,00  | 0,58 |            |         |